# Ungarisches Parlaments-Stipendium
Das Ungarische Parlaments-Stipendium wurde im Jahre 2008 in Anlehnung an das Internationale Parlaments-Stipendium des Deutschen Bundestages (IPS), an dem seit 1990 jährlich auch etwa fünf junge ungarische Staatsbürger teilnehmen, vom Ungarischen Parlament (Országgyűlés) für junge deutsche Staatsbürger geschaffen. Damit soll der Austauschcharakter der jeweiligen Programme gestärkt und den deutschen Stipendiaten ein vertiefender und umfassender Einblick in das politische System der Republik Ungarn gegeben werden.  

## Geschichte
Auf der Grundlage einer Vereinbarung zwischen der ehemaligen Präsidentin des Ungarischen Parlamentes Katalin Szili und dem Präsidenten des Deutschen Bundestages Norbert Lammert wurde 2008 erstmals Stipendien des Ungarischen Parlamentes an drei junge deutsche Staatsbürger für zwei Monate vergeben. Mit dem Stipendium 2010 wurde die Dauer um einen auf drei Monate verlängert. So soll interessierte Studenten die Möglichkeit eröffnet werden, das Parlaments-Stipendium mit ihrem Studium besser zu verbinden und es als Praktikum anerkennen zu lassen. Aus gleicher Überlegung zählt es seither zu den Aufgaben der Stipendiaten, eine Forschungsarbeit über ein mit dem politischen System Ungarns gekoppeltes Thema zu schreiben.

## Stipendium
Das Stipendium steht unter der Schirmherrschaft des Präsidenten des Ungarischen Parlamentes und wird vom Ungarischen Parlament finanziert sowie koordiniert. Neben einer finanziellen Zuwendung von monatlich umgerechnet 600 Euro übernimmt das Ungarische Parlament Kosten für die An- und Abreise, Unterkunft, öffentlichen Nahverkehr und alle Reisen im Rahmen des Programmes.

## Programm
Das Stipendium unterscheidet sich deutlich von dem Programm des Internationalen Parlaments-Stipendiums des Deutschen Bundestages. Obwohl ursprünglich offiziell von einem Parlamentspraktikum gesprochen wurde, führt der Begriff in die Irre. Da zum einen Kenntnisse der ungarischen Sprache keine Voraussetzung für die Bewerbung um ein Parlaments-Stipendium ist und zum anderen Abgeordnete des Ungarischen Parlaments nicht über vergleichbare Bürokapazitäten wie ihre Kollegen des Deutschen Bundestages verfügen, sind die Stipendiaten während ihres Aufenthaltes nicht als Praktikanten verschiedener Abgeordneten zugeordnet. Vielmehr ist das Programm als eine Art Theoretikum konzipiert, in dem man als Stipendiat eine Beobachterrolle einnehmen kann: Es werden Vorlesungen an der Andrássy Universität, verschiedenste parlamentarische Gremien, politische und gesellschaftspolitische Institutionen, Komitate und Kommunen sowie Fachkonferenzen besucht und wichtige Persönlichkeiten des öffentlichen, politischen und gesellschaftlichen Lebens getroffen. Somit steht der intensive kommunikative Austausch im Vordergrund, wodurch Stipendiaten einen ebenso umfassenden wie auch tiefgehenden differenzierten Einblick in das politische System der Republik Ungarn erhalten können, den sie in einer das Programm abschließenden Forschungsarbeit zu einem spezifischen Thema festhalten sollen.

## Auswahlkriterien
Bewerber für das Ungarische Parlaments-Stipendium sind deutsche Staatsangehörige und nicht älter als 30 Jahre. Darüber hinaus müssen sie einen Universitätsabschluss (mindestens Bachelor) in Jura, Politologie, Verwaltung oder Ökonomie haben und über gute Kenntnisse der englischen Sprache in Wort verfügen.

## Alumni-Gruppe
Mit dem zweiten Stipendiaten-Jahrgang organisieren sich ehemalige Stipendiaten seit 2009 in einer Alumni-Gruppe, um den Kontakt untereinander zu pflegen und über das Programm in Deutschland zu informieren.